# Soma (Fahrradmarke)
Soma Cycle Inc. ist ein US-amerikanischer Fahrradkonstrukteur, Designer und Importeur aus San Francisco. Die Firma vertreibt Fahrradrahmen, Komponenten und Zubehör.
Der Besitzer eines Fahrradladens Bradley Woehl fragte Jim Porter, Präsident der Merry Sales Co. 2001, ob er ihm eine Produktion von Stahlrahmen in Taiwan vermitteln könne. Er wollte eigene Chromoly-Stahlrahmen (Chrom-Molybdän, in den USA 4130) für seine Kunden anbieten. Woehl und Porter arbeiteten zusammen und bauten die Marke Soma auf. Die Mechaniker wurden inspiriert von der Fahrradkultur San Franciscos (Critical Mass etc.) und dem Bedarf an alltagstauglichen und preiswerten Räder. Soma-Räder sind aus Tange Rohrsätzen gefertigt.
Soma gründete mit Firma Zigo in South Orange, New Jersey einen eigenen Hersteller von Transporträdern und Fahrradanhängern. Das Design der des Zigo Leader Kindertransporters wurde von Michael Ehrenreich 2004 eingeführt.

## Soma Produkte
Soma vertreibt Fahrräder und Fahrradrahmen unterschiedlicher Kategorien:
- Cyclocross[4]
- Reise- und Tourenrad (Loaded Touring/Cargo)[5]
- Trekkingrad (Mixte)[6]
- Mountainbike
- Rennrad[7][8]
- Bahnrad (Track)